# 流浪者 (印度電影)
《流浪者》是1951年的印度黑白電影，由當年二十七歲的青年導演拉吉·卡浦爾執導並主演苦兒拉茲，他的父親於片中飾演拉恭奈特法官，納吉絲飾演麗達，此外導演的不少家人也在片中出演。
此片不僅當年在印度獲得空前成功，打破歷來票房記錄，而且後來轟動了蘇聯、中國大陸、羅馬尼亞、土耳其等國。
2005年， 該片被《印度時報》評為「歷來頭二十五齣不可不看的影片」。

## 故事梗概
大法官拉贡纳特素来堅信「贼的儿子就一定是贼」这一理论，这种以血缘关系来判断一个人德行的谬论倒頭來害了不少好人。23年前他曾以此为据错给强盗的儿子扎卡判了罪。无辜的扎卡设法越狱后，成了真正的罪犯。他决心对法官进行报复，一天晚上突然将其妻子里列抢去。当他知道里列已經怀孕，就故意放她回家，并四处散佈謠言，使得法官对無辜的妻子產生猜疑。当里列回家以后，法官果然认为妻子已经受辱了对他不再忠貞。他不顾里列的苦口解释，硬是抛弃了當時正要分娩的妻子。从此里列过上流浪的生活，不久她在一个凄风苦雨的夜晚將拉兹降生在大街上。
少年拉茲本来是学校里的学生，喜欢读书，并在學校結識了少女麗達（Rita）成为青梅竹马。但因为家庭贫困，母亲生病而不得不半工半读去街头擦皮鞋，并因此被学校开除。拉兹想找富家女的麗達为他求情，却得到麗達已经搬家的消息。在饥难困苦之中，扎卡趁机教唆拉兹成了小偷，后来继续成长为了慣偷，多次入狱共度过12年铁窗生涯。期间，扎卡一直以其师傅的身份唆使他变坏，以实现其报复拉贡纳特的目的。
然而，拉兹和麗達，在兩人的内心却始終沒有把對方忘懷。拉茲成年后，在一次偷竊中鬼使神差地重遇見麗達──這時她是個楚楚动人的贵族小姐。他愛上了麗達並萌發改邪歸正的意念，皎洁的月光如此動人，他们在海面小舟上揚起風帆，一同去找尋相愛的喜悅。但是流氓團伙的頭子扎卡（Jagga）卻不停地要拉茲去偷盜，并暴力威胁他。拉兹本已金盆洗手去工厂做工，却被扎卡一伙暗中作梗，经理以偷盗前科为理由开除了拉兹。
拉兹的内心十分煎熬，他不想伤害麗達，但社会又不给他做正当职业的机会。就在此时，他接到了麗達生日的请帖。故事重回儿时伏笔，拉兹要为她精心选择一个礼物。困窘中的拉兹不得已盗窃了已成为麗達监护人的拉贡纳特买的贵重项链，并在宴会中被麗達和拉贡纳特发现真相，从而彻底触怒拉贡纳特，他决心一定不成全二人的姻缘。
恶贯满盈的扎卡在一个被追捕的夜晚逃入了拉兹家，遭到拉兹母亲里列的怒斥并要呼救，扎卡试图杀死她。危急时刻拉兹回来并为了救母与扎卡搏斗，最终杀死扎卡。警察随后逮捕了拉兹。
拉兹被控谋杀，由大法官拉贡纳特审判。对拉兹心存成见的拉贡纳特准备给拉兹定罪。此时拉兹却得到了善良的实习律师麗達帮助，深谙法律的她做出了正当防卫无需担罪的判断，并得到受害人-里列的关键口供和笔录。但不幸的里列却被拉贡纳特的轿车撞成重伤，临终告知拉兹他的身世，后在痛苦和忧虑中遗憾离世。
最後，拉茲知曉自己的身世和父親拋棄母親的真相，心中充滿怒火，在候審判期間设法从狱中逃了出来，意圖刺殺生身父亲──即法官拉贡纳特，卻失手被擒。法庭更换了法官重新审理拉兹刺杀拉贡纳特一案。已成为律师的麗達在法庭上為他做了精彩的辯護，而拉兹自辨的辩词也称为本片最深刻和最震撼的部分，他说今日你们审判的不是我一个人，而是所有贫民窟中的孩子。如果不想办法给他们教育和生存的权利，他们长大后，还会有千千万万个我，重新走上这条路。
影片結束，拉贡纳特终于良心发现痛悔当初。麗達的辩护和拉茲的自辨产生效果，拉兹被轻判三年有期徒刑。他的悲惨经历证明了所謂「贼的儿子就一定是贼」血统论的徹底荒谬，而麗達卻矢意要等待他出獄。

## 影片歌曲
影片中共有歌曲十一首。
1. 《流浪者之歌》（又譯：《拉茲之歌》，即影片主題曲──《Awaara Hoon》）
2. Ghar Aaya Mera Pardesi
3. 《帆船之歌》──《Dum bhar Jo Udhar Muh Phere》
4. 《海風之歌》──《Tere Bina Aag Yeh Chandani》
5. 《丽达之歌》──《Ab Raat Guzarne Wali Hai》 
6. Ek Bewafa Se Pyar Kiya
7. Ek Do Teen
8. Hanste Bhi Rahe Rote Bhi Rahe
9. Hum Tujhse Mohabbat - Awaara
10. Jab Se Balam Ghar Aae
11. Naiya Teri Manjhdar

## 票房記錄
- 當年淨得一千二百萬印度盧比，此記錄一直維持至次年，才被由梅赫布·罕（Mehboob Khan）導演的影片《暗（Aan）》打破。

## 演員陣容
- 普利特維拉·卡浦爾（Prithviraj Kapoor）：飾演拉恭奈特法官
- 拉吉·卡浦爾（Raj Kapoor）：飾演拉茲·拉恭奈特
- 納吉斯（Nargis）（法提瑪·拉什德）：飾演麗達
- 李拉·屈尼絲（Leela Chitnis）：飾演母親麗拉·拉恭奈特
- K.N.辛格（K.N. Singh）：飾演流浪者頭領
- 李拉·米絲拉爾（Leela Mishra）：飾演拉恭奈特法官之弟媳
- 庫庫（Cukoo）：飾演酒吧中舞者
- 海倫（Helen）：飾演街頭舞者
- 沙希·卡浦爾（Shashi Kapoor）：飾演少年拉茲

## 中国译制上映
1955年由长春电影制片厂译制。是中国公映的第一部印度电影。
- 翻译：尹广文
- 译制导演：徐明
- 配音
  - 拉茲：丛连文
  - 拉恭奈特法官：白景晟
  - 母親麗拉：白玫
  - 小麗達：张桂兰

## 外部連結
- 互联网电影数据库（IMDb）上《流浪者（Awaara）》的资料（英文）
- 豆瓣电影上《流浪者（Awaara）》的資料 （简体中文）
- Rediff.com的回顧文章 （页面存档备份，存于）